# Emoia concolor
Emoia concolor este o specie de șopârle din genul Emoia, familia Scincidae, descrisă de Duméril 1851. Conform Catalogue of Life specia Emoia concolor nu are subspecii cunoscute.